# 児童福祉文化財
児童福祉文化財（じどうふくしぶんかざい）は、厚生労働省社会保障審議会が「児童の道徳、情操、知能、体位等を向上せしめる効果をもつ作品」として、子どもと家族、保育士など子どもと関わる立場の人向けに推薦する出版物、舞台芸術、映画・メディア等の作品群。絵本や児童書、演劇や人形劇、ミュージカルやコンサート、映画、テレビ番組など、幅広い分野を対象にしている。推薦は、1951年（昭和26年）から毎年行っている。
厚生労働省による児童福祉文化財の選定は、児童福祉法第8条第7項の規程に基づいている。
制作者や販売者から申請のあった作品について、分野ごとに設けた選定委員会の委員が審査し、厚生労働省社会保障審議会として推薦を決めている。委員には、各分野（出版物、舞台芸術、映像・メディア等）に詳しい学識経験者や、図書館司書など実際に現場で子どもたちに接する人などが含まれている。
推薦作品は、厚生労働省の公式サイト等で公表している。
特に優れた作品については、1959年（昭和34年）より、毎年5月に開催する児童福祉週間の中で厚生労働大臣表彰（児童福祉文化賞）を行っている。